# برايان سميث (لاعب هوكي الجليد كندي)
برايان سميث هو لاعب هوكي الجليد كندي، ولد في 6 سبتمبر 1940 في أوتاوا في كندا، وتوفي بنفس المكان في 2 أغسطس 1995.

## وصلات خارجية
- برايان سميث (لاعب هوكي الجليد كندي) على موقع دوري الهوكي الوطني (الإنجليزية)
- برايان سميث (لاعب هوكي الجليد كندي) على موقع EliteProspects.com (الإنجليزية)
- برايان سميث (لاعب هوكي الجليد كندي) على موقع HockeyDB.com (الإنجليزية)
- برايان سميث (لاعب هوكي الجليد كندي) على موقع Hockey-Reference.com (الإنجليزية)